# Schloss Belbeuf

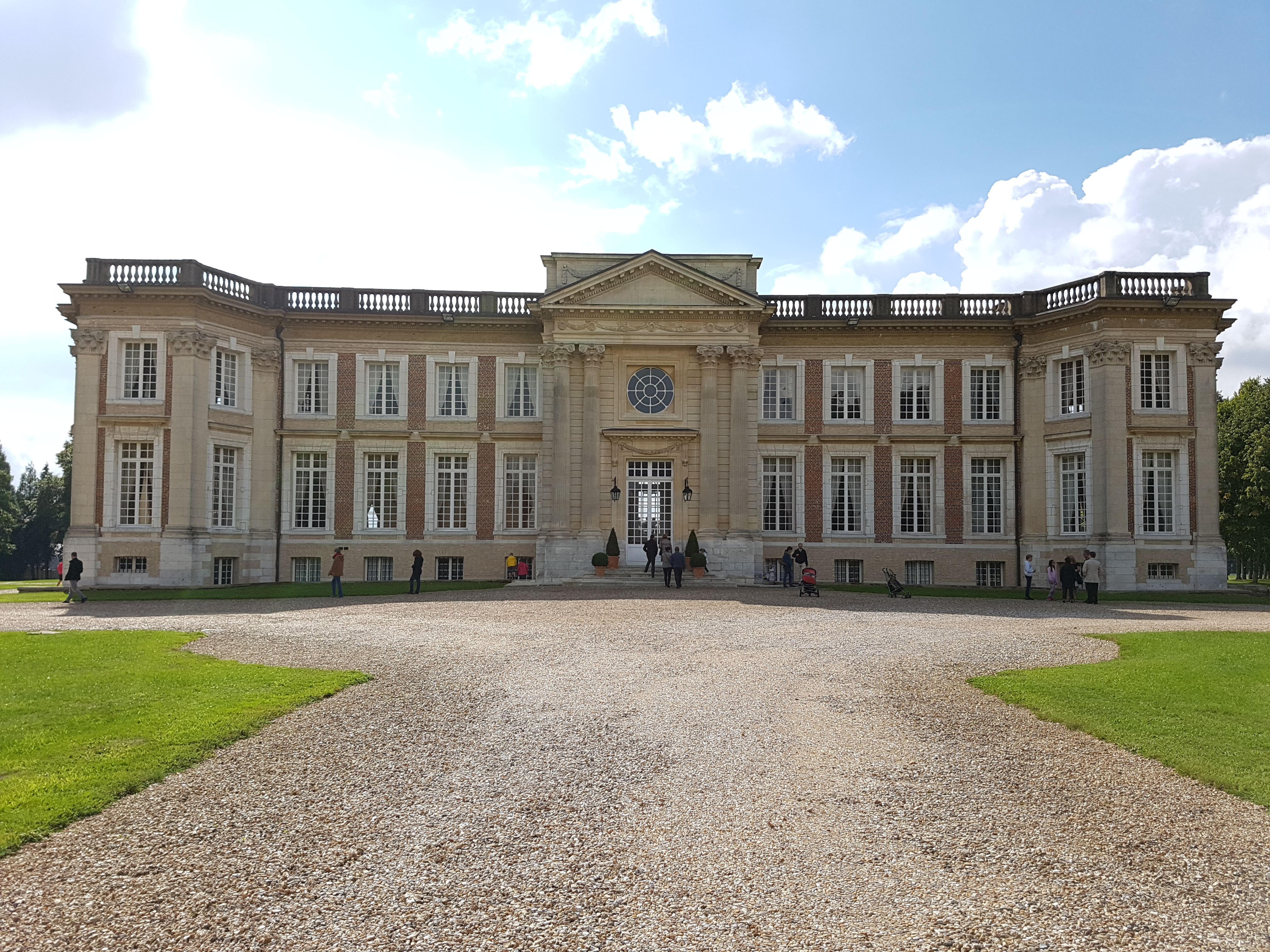
Logis des Schlosses Belbeuf

Das Schloss Belbeuf (französisch Château de Belbeuf) ist eine Schlossanlage in der französischen Gemeinde Belbeuf im Département Seine-Maritime. Erbaut wurde es für Jean Pierre Prosper Godart de Belbeuf (1725–1811), Generalstaatsanwalt der Normandie.

## Geschichte
Das Gebäude wechselte im Eigentum an den Sohn Louis-Pierre-François Godart de Belbeuf († 1832) und nachfolgend an den Enkel Antoine-Louis-Pierre-Joseph Godart de Belbeuf. Durch Erbschaft gelangte dann an die Familie Mathan. Im Zweiten Weltkrieg wurde das Gebäude durch den Panzerkommandanten Michael Wittmann requiriert. Das Gebäude wurde während des Krieges schwer beschädigt und nach dem Krieg für die Unterbringung von Flüchtlingen genutzt. Es erfolgte ein Teileinsturz im Jahr 1956. 1957 wurde das Grundstück mit dem Schloss versteigert und von der Axa bzw. ihrem Rechtsvorgänger „Ancienne Mutuelle de Rouen“ erworben.
2020 erwarb der Unternehmer Paul Marius, der die Restaurierungsarbeiten fortsetzte. Seit 2024 kann das Schloss für Veranstaltungen gemietet werden.

## Umbau
Die von der Axa veranlasste Restaurierung des Schlosses führte zu einem Verlust des historischen Daches und der Kuppel über dem Treppenhaus. Die Räume im Erdgeschoss wurden zu Veranstaltungsräumlichkeiten umgebaut. Die Alleen und der Park wurden wiederhergestellt.

## Galerie

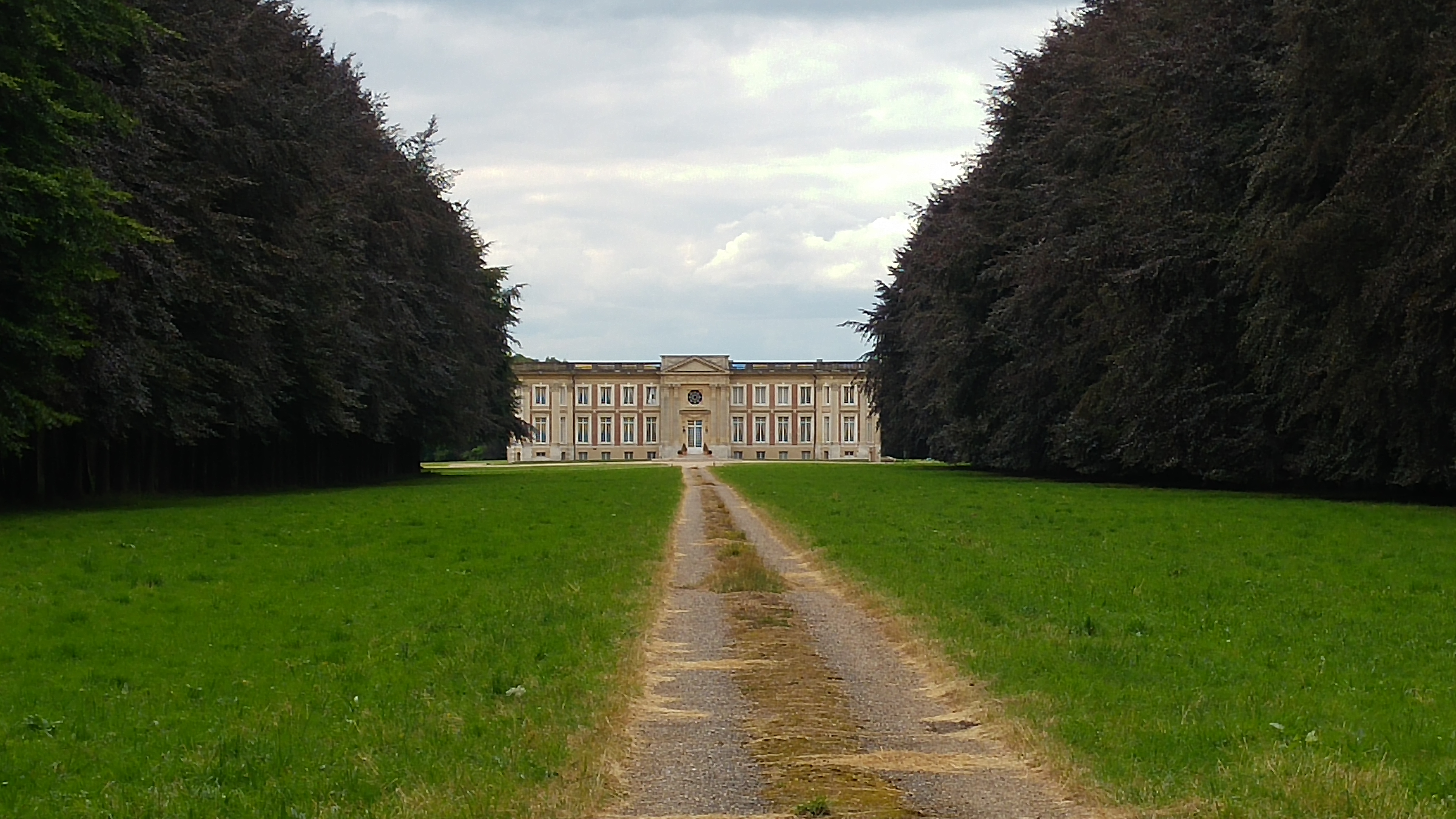
Château de Belbeuf – Vorfahrt
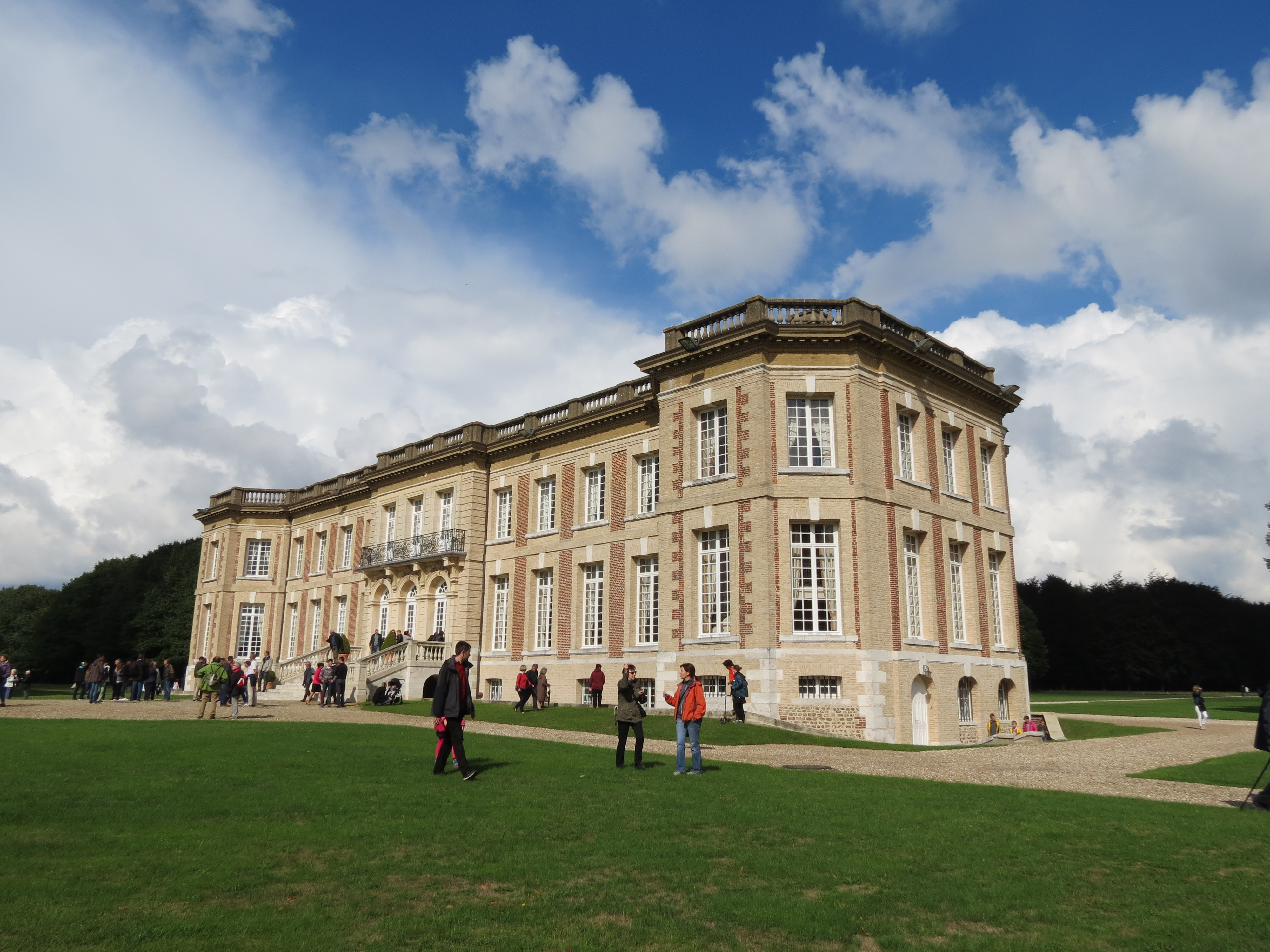
Château de Belbeuf – Südfassade
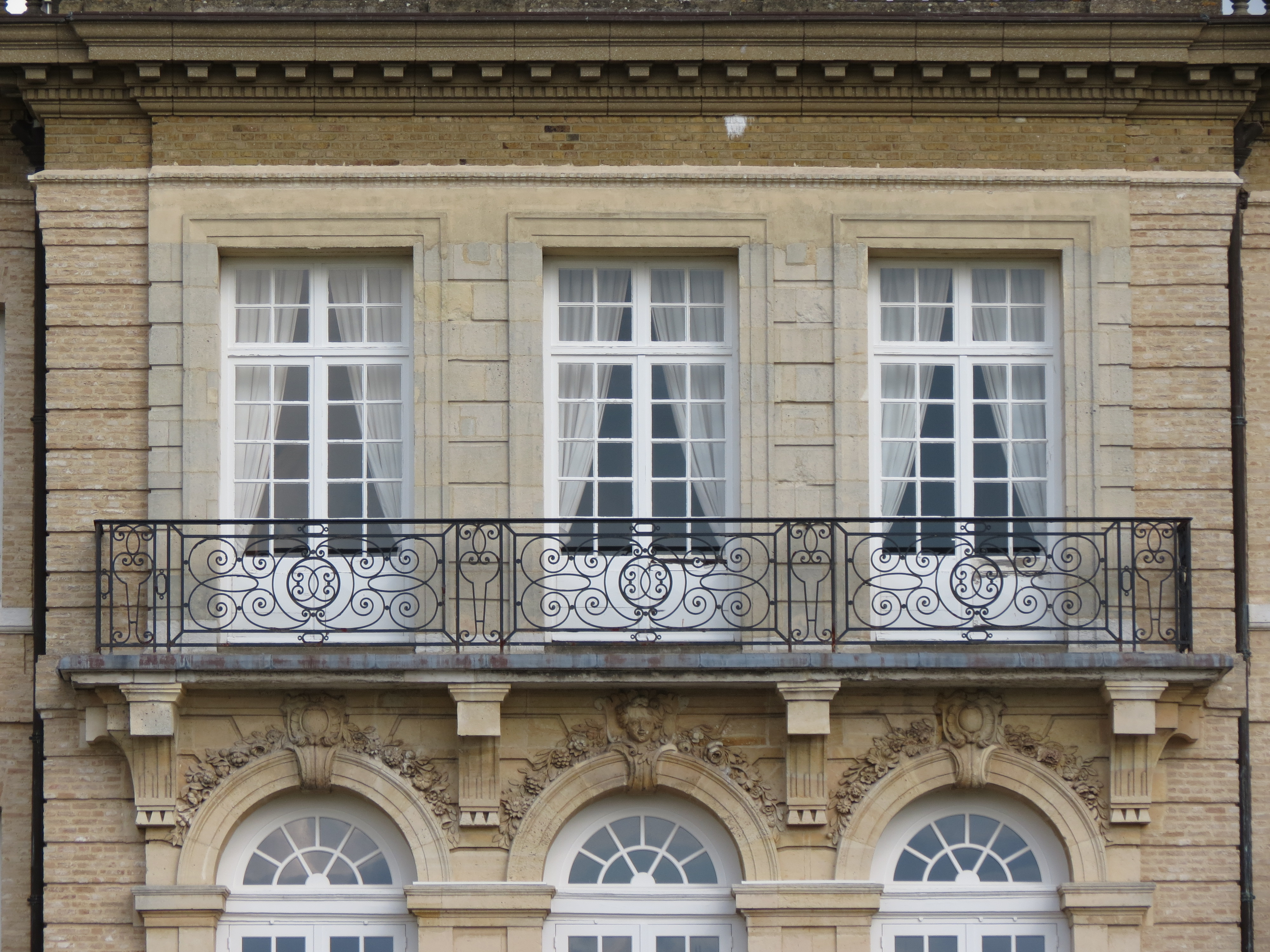
Château de Belbeuf – Risalit mit Balustrade
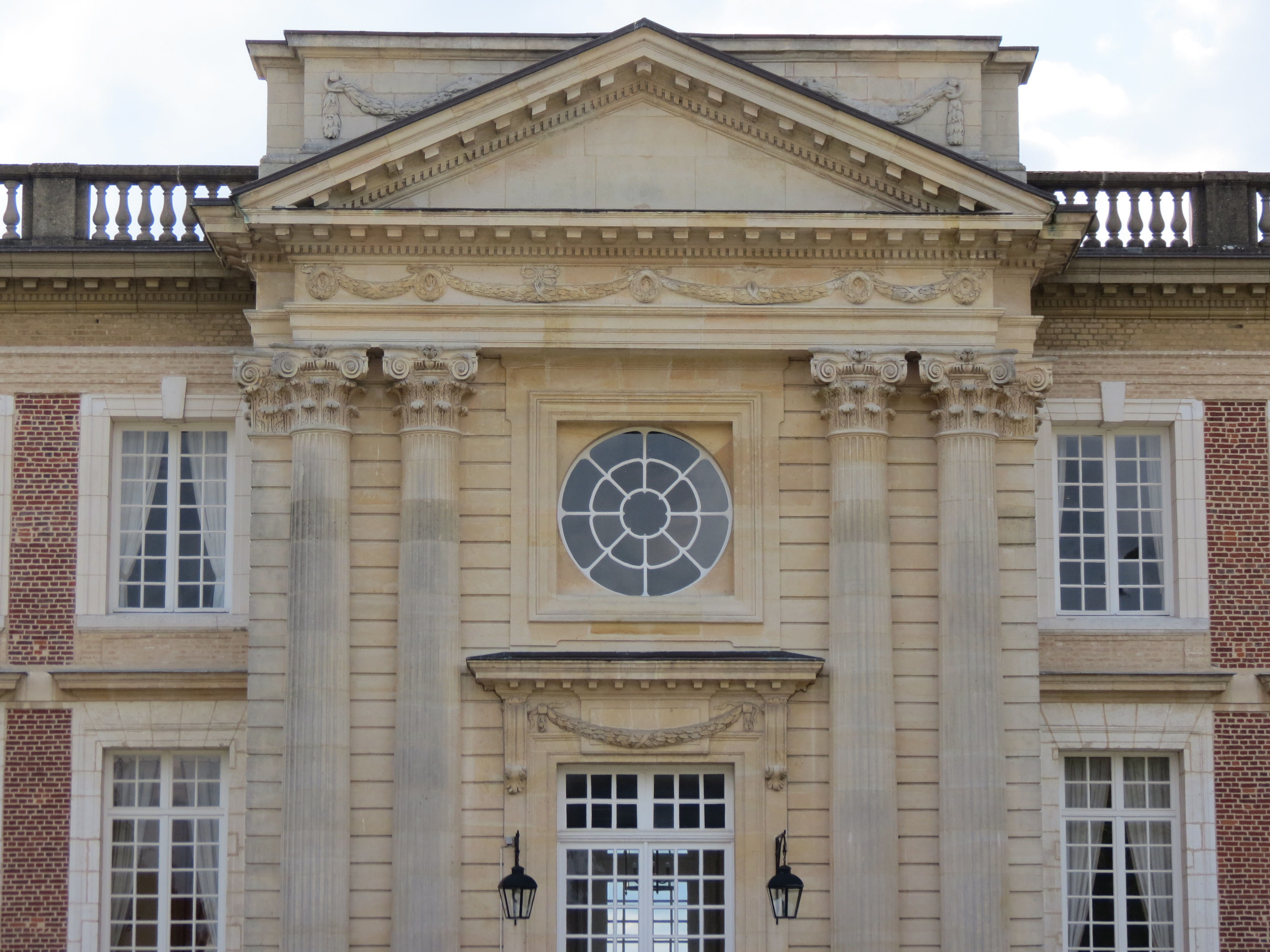
Château de Belbeuf – Risalit
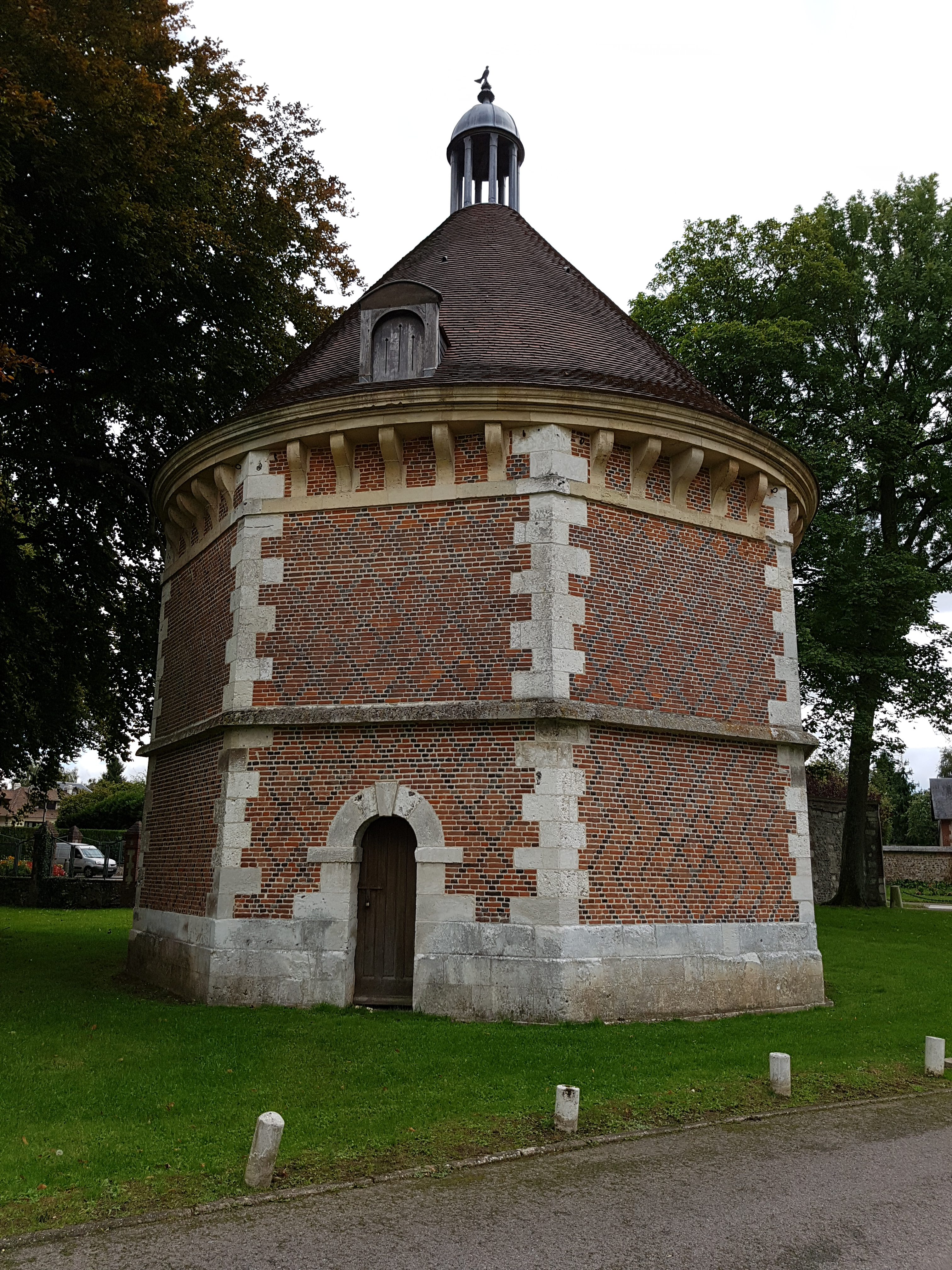
Château de Belbeuf – Taubenturm
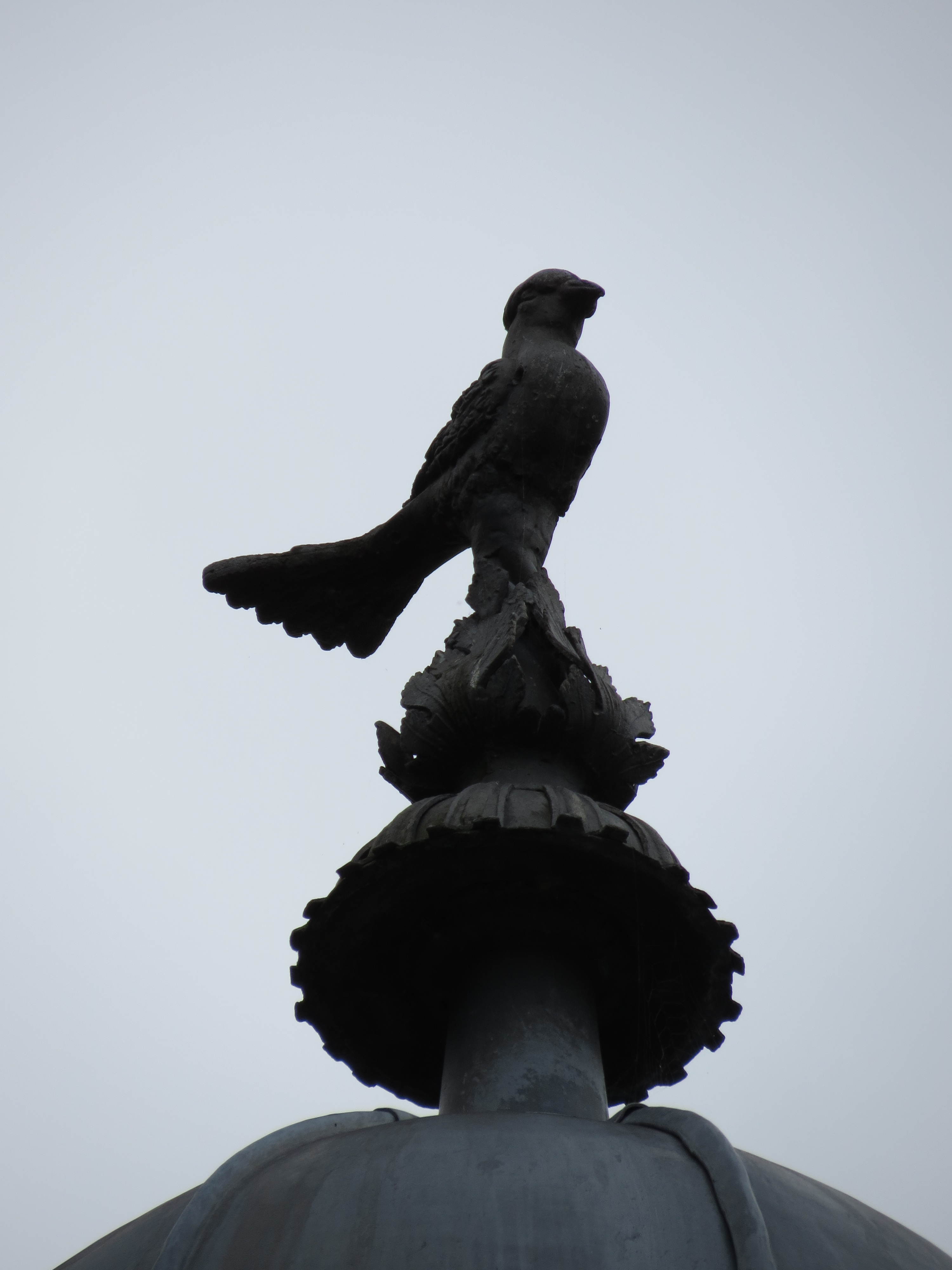
Château de Belbeuf – Taubenskulptur